# The Easiest Way (film 1917)
The Easiest Way è un film muto del 1917 diretto da Albert Capellani.

## Trama
Laura Murdock è una giovane attrice rimasta al verde che, per vivere, accetta di diventare l'amante di Willard Brockton, un ricco broker. L'estate seguente, mentre si trova a Denver con la sua compagnia teatrale, Laura incontra John Madison, un giornalista squattrinato di cui si innamora. Il giovane sta tentando la fortuna con le miniere d'oro e Brockton, che è venuto nel West per Laura, ride all'idea che lei, così amante del lusso, lo lasci per quel tipo senza il becco di un quattrino. Lei, invece, insiste nell'affermare che aspetterà John finché lui non avrà avuto successo. Al suo ritorno a New York, Laura non riesce a trovare un altro lavoro e, disperata, si rimette con Brockton. Madison, che finalmente ha trovato l'oro, si precipita da lei ma scopre il suo tradimento. Abbandonata da entrambi gli uomini, Laura tenta il suicidio cercando di annegare nel fiume, ma viene salvata e portata in ospedale. Madison, venuto a conoscenza dell'accaduto, corre in ospedale dove le dichiara il suo amore. Ma per Laura ormai è troppo tardi e la giovane donna muore tra le braccia dell'amato.

## Produzione
Il film fu prodotto dalla Clara Kimball Young Film Corporation. Venne girato al Garden Theater di New York.

## Distribuzione
Distribuito dalla Selznick Distributing Corporation e dalla Mid-West Photo Play Corp., il film uscì nelle sale cinematografiche USA nell'aprile 1917. Venne distribuito anche all'estero: in Portogallo, dove uscì il 18 aprile 1922, venne ribattezzato O Caminho Difícil, in Francia La Voie facile.
Non si conoscono copie esistenti della pellicola che viene considerata presumibilmente perduta.